# Harpagifer antarcticus
Harpagifer antarcticus  (o sapo espinoso antártico) es un animal del género Harpagifer, en la familia de peces Harpagiferidae.

## Características
Los Harpagifer antarcticus (pez espinoso de la Antártida) tienen un cuerpo relativamente corto y comprimido (unos 10 cm) , sin escamas y con una cabeza grande y ancha. Por lo general, tienen una primera y una segunda aleta dorsal; la primera aleta dorsal está situada sobre la base de la aleta pectoral y tiene entre dos y cinco espinas flexibles. La segunda aleta dorsal tiene una base larga y contiene entre 18 y 26 radios blandos; las 2 aletas dorsales a veces están fusionadas o separadas por una incisión. La aleta anal tiene radios blandos. Las grandes aletas pectorales tienen forma de abanico, mientras que las aletas pélvicas, bien desarrolladas, están en la garganta y tienen una espina corta y roma y 5 radios ramificados. La aleta caudal es redondeada. Las mandíbulas tienen la misma longitud, siendo la mandíbula superior protráctil y ambas mandíbulas tienen bandas de pequeños dientes cónicos sin dientes claramente similares a caninos y sin dientes alejados de las mandíbulas. Posee una única fosa nasal a cada lado del hocico y no tiene barbillas en el mentón. El opérculo y el suboperculo poseen fuertes espinas. Las únicas escamas del cuerpo desnudo se encuentran en las dos líneas laterales.

## Distribución
Océano Austral: a lo largo de las costas atlánticas de la Península Antártica, las islas Shetland del Sur, Orcadas del Sur y Sandwich del Sur.

## Hábitat
Habita en fondos rocosos poco profundos 0-5 m. Generalmente debajo de rocas; raramente bajo hojas de algas. Se alimenta especializado de anfípodos, principalmente Gondogeneia antarctica. Se alimenta de pequeños crustáceos y es común en el litoral de todas las islas subantárticas. Iterópara y dedica mucho tiempo al cuidado parental. La fase pelágica larvaria es larga.